# 大丈夫 (映画)
『大丈夫』（だいじょうぶ、原題：大丈夫、Men Suddenly in Black）は、2003年の香港映画。パン・ホーチョン監督。

日本では、2004年の第17回東京国際映画祭の「アジアの風」部門の「香港新人類－彭浩翔」と題した特集で上映（10/23、25、27）。その後、CS放送がされたのみで一般公開やソフト化はされていない（2011年11月現在）。

## キャスト
- エリック・ツァン
- ジョーダン・チャン
- チャップマン・トウ
- レオン・カーフェイ
- サンドラ・ン
- テレサ・モウ
- キャンディ・ロー
- マーシャ・ユエン
- ティファニー・リー
- 賈宗超
- ナタリス・チャン

## ゲスト出演
- チム・ソイマン
- ラム・シュー
- EO2
- エリック・コット
- イリス・ウォン
- 王凱韋
- チョン・ダッミン（張達明）
- 瑪俐亞
- テレサ・マク（麥家琪）
- ステファニー・チェ（車婉婉）
- 劉曉彤
- アラン・タム
- サモ・ハン・キンポー
- チン・ガーロウ（錢家樂）
- ティミー・ハン（洪天明）
- エレン・チャン（陳雅倫）
- 蔣怡（CoCo）
- 朱潔儀
- 韓君婷
- サミュル・チャン（陳鍵鋒）
- ジャッキー・ルイ（呂頌賢）

## おもな受賞
第10回香港電影評論学会大奨（2003年）
- 推薦映画

第23回香港電影金像奨（2004年）
- 最優秀助演男優賞 （レオン・カーフェイ）
- 最優秀新人監督賞（パン・ホーチョン）

## 参考
- zh:大丈夫_(電影)